# Flugunfall einer Cessna Citation 750 bei Egelsbach
Der Flugunfall einer Cessna Citation 750 ereignete sich am 1. März 2012, als das Flugzeug bei dichtem Nebel bei Egelsbach in Hessen in einen Wald geflogen wurde. Alle fünf Insassen starben beim Unfall.

## Unfallhergang
Die am Nachmittag in Österreich mit einer zweiköpfigen Crew und drei Passagieren vom Flughafen Linz gestartete Maschine befand sich um 17:43 Uhr im Anflug auf den Flugplatz Frankfurt-Egelsbach. Um 17:54 Uhr bestätigte der Copilot auf Anfrage des Fluglotsen den Wechsel von Instrumentenflug auf Sichtflug und die Maschine befand sich daraufhin im Sichtanflug. Um 17:55 Uhr überflog das Flugzeug mit 175 Knoten (ca. 325 km/h) in 1.530 Fuß MSL (ca. 465 m) den  Pflichtmeldepunkt Yankee Two. Kurz darauf meldete das Enhanced Ground Proximity Warning System, dass die Maschine zu tief fliege. Die Piloten reagierten jedoch zu spät und die Maschine flog mit laufenden Triebwerken in ein Waldstück, wobei die Tragflächen abgerissen, die Maschine auf den Rücken gedreht wurde und Feuer fing. Keiner der fünf Insassen überlebte den Unfall.

## Unfalluntersuchungen/Unfallursache
Die BFU kam zu dem Schluss, dass unter anderem die schlechte Sicht zu dem Controlled flight into terrain führte.